# Wielkie Gowino
Wielkie Gowino (Gowino) (kaszb. Wiôlgé Gòwino) – zniesiona nazwa wsi w Polsce położona w województwie pomorskim, w powiecie wejherowskim, w gminie Wejherowo na zachodnich obrzeżach Trójmiejskiego Parku Krajobrazowego.
Miejscowość została zniesiona 1 stycznia 2013, wraz z Małym Gowinem tworząc wieś Gowino.